# Palais Schaumburg
I Palais Schaumburg furono una band New wave tedesca proveniente da Amburgo, appartenenti alla corrente della Neue Deutsche Welle e fortemente caratterizzata da spirito avanguardista ed attitudine dadaista.

## Storia
I Palais Schaumburg furono formati originariamente da Timo Blunck, Holger Hiller, Thomas Fehlmann e dal percussionista F.M. Einheit, ed il nome del gruppo fu ripreso dal Palazzo Schaumburg di Bonn, la residenza del Cancelliere tedesco durante la guerra fredda.
F.M. Einheit lasciò ben presto il gruppo per aderire al progetto degli Einstürzende Neubauten, e fu rimpiazzato da Ralf Hertwig prima della pubblicazione del primo omonimo album prodotto da David Cunningham nel 1981. In breve tempo fu poi Hiller a lasciare la band per la carriera solista, e fu sostituito da Moritz von Oswald e dal cantante Walther Thielsch.
Nel 1984 il gruppo si sciolse, ed i loro membri intrapresero tutti la carriera solista.
Il 21 novembre 2013 i Palais Schaumburg si riunirono per un concerto a Berna in Svizzera, in cui condividettero il palco con i Laibach.

## Discografia

### Albums
- 1981 – Palais Schaumburg, LP, Palais Schaumburg 6435 139, Germania
- 1982 – Das Single Kabinett, LP, Zickzack ZZ 145, Germania
- 1982 – Lupa, LP, Palais Schaumburg 6435 182, Germania
- 1984 – Parlez-Vous Schaumburg?, , Palais Schaumburg 6435 182, Germania

### Singles
- 1981 – Rote Lichter / Macht Mich Glücklich Wie Nie, , Zickzack Platten ZZ 23, Germania
- 1981 – Telephon / Kinder Der Tod, , Zickzack Platten ZZ 33, Germania
- 1982 – Lupa, , Phonogram 6843 049, Germania
- 1982 – Hockey / My Heart, , Vinyl Magazine, Paesi Bassi split con i The Danse Society
- 1982 – Wir bauen eine neue Stadt, , Phonogram 6005 201, Germania
- 1983 – Hockey, , Phonogram 818 435-1, Germania
- 1984 – Beat Of 2, , Phonogram 811 331-1, Germania
- 1984 – Easy Go, , Phonogram 880 350-7, Germania